# Paneheszi
A Paneheszi vagy Panehszi (p3-nḥsỉ), régebbi változata: Neheszi, ókori egyiptomi név, jelentése: „a núbiai”. Innen ered a héber Pinhász név.
Híres viselői:
- Neheszi, a XIV. dinasztia egyik uralkodója;
- Neheszi, kincstárnok Hatsepszut idején (XVIII. dinasztia)

- Paneheszi, hivatalnok Ehnaton idején (XVIII. dinasztia)
- Paneheszi, I. Amenhotep papja II. Ramszesz idején; a TT16 sír tulajdonosa[2] (XIX. dinasztia)
- Paneheszi, vezír Merenptah idején (XIX. dinasztia)
- Paneheszi, Kús alkirálya XI. Ramszesz idején (XX. dinasztia)